# Steven R. White
Steven R. White (* 26. Dezember 1959 in Lawton (Oklahoma)) ist ein US-amerikanischer Physiker, bekannt für seine Entwicklung der Dichtematrix-Renormierungsgruppe.

## Leben und Wirken
White studierte an der University of California, San Diego, Mathematik, Physik und Wirtschaftswissenschaften (Bachelor 1982, summa cum laude)  und wurde an der Cornell University bei John Wilkins und Kenneth Wilson promoviert (New Methods for electronic structure calculations).  Danach war er als Postdoc an der University of California at Santa Barbara und ab 1989 an der University of California, Irvine, wo er ab 1993 Associate Professor war und seit 1997 Professor ist.
White führte 1992 die Dichtematrix-Renormierungsgruppe (DMRG) ein, die sich numerisches Variationsverfahren hoher Genauigkeit zur Lösung insbesondere ein- und zweidimensionaler stark korrelierter quantenmechanischer Vielteilchenprobleme erwies und dieses Gebiet revolutionierte. Beispielsweise untersuchte er damit Hochtemperatursupraleiter im Hubbard-Modell und konnte die Bildung von Streifen in der Elektronenverteilung zeigen. Davor beschäftigte er sich schon mit anderen numerischen Verfahren in der Vielteilchen-Quantenmechanik, z. B. mit Quanten-Monte-Carlo Verfahren zur Untersuchung stark korrelierter Elektronensysteme wie bei Hochtemperatursupraleitern (die er später auch mit der DMRG untersuchte) und schon als Student in San Diego mit quantenchemischen numerischen Rechnungen bei Kenneth Wilson.
1982 bis 1985 war er National Science Foundation Fellow und 1988/9 IBM Postdoctoral Fellow. 2003 erhielt er für seine Arbeit den Aneesur-Rahman-Preis der American Physical Society (APS), deren Fellow er 1998 wurde. Er ist Councillor der Division of Computational Physics der APS. 2016 wurde er zum Mitglied der American Academy of Arts and Sciences gewählt, 2018 der National Academy of Sciences. Für 2019 wurde White die Feenberg-Medaille der International Conference on recent progress in Many Body Theory zugesprochen für seine Erfindung, Verfeinerung und Anwendung der mächtigen Methode der Dichtematrix-Renormierungsgruppe (DMRG) für die numerische Untersuchung der Quanteneigenschaften stark wechselwirkender Teilchen (Laudatio).

## Schriften
- Density Matrix Formulation for Quantum Renormalization Groups, Physical Review Letters Bd. 69, 1992, S. 2863 (Einführung der Dichtematrix-Renormierungsgruppe),  (Online als pdf; 447 kB)
- Density Matrix Algorithms for Quantum Renormalization Groups,  Physical Review B, Bd. 48, 1993, S. 10345–10356.
- mit R. M. Noack Real Space Quantum Renormalization Groups, Phys. Rev. Lett., Bd. 68, 1992, S. 3487.
- mit N.E. Bickers, D.J. Scalapino: Conserving Approximations for Strongly Correlated Electron Systems: Bethe-Salpeter Equation and Dynamics for the Two-Dimensional Hubbard Model, Physical Review Letters, Bd. 62, 1989, S. 961.
- mit Scalapino: DMRG Study of the Stripe Phase in the 2D t-J Model, Phys. Rev. Lett., Bd. 80, 1998, S. 1272–5.
- mit Scalapino, S. C. Zhang: Insulator, Metal, or Superconductor: The Criteria, Phys. Rev. B, Bd. 47, 1993, S. 7995.